# 5428-as mellékút (Magyarország)
Az 5428-as mellékút egy rövid, alig több, mint két kilométeres hosszúságú, négy számjegyű mellékút Csongrád-Csanád vármegye területén. Tulajdonképpen Szeged egyik belső útja: a megyeszékhelyhez tartozó Kiskundorozsma számára biztosít összeköttetést az 5-ös főúttal északi irányból, tehát Budapest és az ország középső része felől.

## Nyomvonala
Szeged északi külterületei között indul, az 5-ös főútból kiágazva, annak a 161+450-es kilométerszelvénye közelében, délnyugati irányban, nem messze a Fehér-tavi tórendszer délnyugati szélétől. Alig 50 méter után, szintben keresztezi a Cegléd–Szeged-vasútvonal vágányait, nyílt vonali szakaszon, majd egy rövidke szakaszon Szatymaz déli határszélét kíséri. 300 méter után délnek fordul, onnét újra teljesen Szegedhez tartozó területek közt folytatódik.
Nagyjából 800 méter megtétele után – felüljárón, csomópont nélkül – keresztezi az M43-as autópályát, nem messze annak második kilométerétől, 1,4 kilométer után pedig áthalad egy helyi jelentőségű körforgalmon. A második kilométerét elhagyva éri el Kiskundorozsma legészakibb házait, és nem sokkal ezután véget is ér, az egykor önálló község vásártere mellett, beletorkollva az 5405-ös útba, annak a 64+200-as kilométerszelvényénél.
Teljes hossza, az országos közutak térképes nyilvántartását szolgáló kira.gov.hu adatbázisa szerint 2,390 kilométer.

## Települések az út mentén
- (Szatymaz)
- Szeged-Kiskundorozsma